# Хроника Георгия Амартола
Хроника Георгия Амартола (или «Временник Георгия монаха») — памятник византийской литературы, составленный монахом IX века Георгием Амартолом. Охватывает обзор событий от Адама до кончины византийского императора Феофила (842 год).
Хроника состоит из краткого вступления и четырёх книг. В первой книге изложена история человечества до потопа, затем — древнейших государств: Вавилона, Ассирии, Персии, Египта, Древнего Рима (до царствования Александра Македонского включительно). Вторая книга включает в себя библейскую историю от Адама до Антиоха; третья — историю Римской империи и Византии вплоть до 530-х годов. Четвёртая книга посвящена христианскому периоду истории Византии до 842—843 годов и заканчивается упоминанием поместного Константинопольского собора, восстановившего почитание икон.
Хроника Георгия Амартола переведена на книжный славянский язык в XI веке. Самый ранний известный русский список (тверской или троицкий) был написан в Твери на рубеже XIII—XIV веков (обнаружен в Троицко-Сергиевой лавре). «Книгы временныя и образныя Георгия Мниха» известны более чем в 20 списках XIV—XVII веков.

## Текстология

### Списки
Хроника сохранилась в двух вариантах: первый — так называемая «вульгата», дошедшая более чем в 30 списках, второй известен по греческой рукописи Parisin. Coisl. gr. 305, XI века, до сих пор неопубликованной, по славянскому переводу XIV века и по грузинскому переводу IX века.
Самая древняя переведенная на церковнославянский язык рукопись датируется XIV веком — Тверской (Троицкий) лицевой список. Однако в нём сохранилась только средняя часть хроники, заканчивающаяся на событиях конца IV века. Предположительно, недостающие части были восполнены по хронике Симеона Логофета.

### Редакции
Хроника Георгия Амартола — синтез, включающий в себя не только всемирную историю до 842 года, но и начало сотворения мира, сохранился в двух экземплярах, один из которых был тиражирован в более, чем 30 греческих списках (в широких кругах именуем как «вульгата»). Другая вариация хроники известна в единственном греческом списке Parisin. Coisl. gr. 305, XI века. Кроме того, произведение представлено в славянском переводе XIV века, имеющее название «Летовник». Большую роль для установления даты хроники сыграло содержание пары фрагментов «вульгаты», которые были заимствованы из «Послания трех восточных патриархов имп. Феофилу» (BHG, N 1386—1387). Из-за того, что полный текст памятника сохранился лишь в славянском переводе, можно сделать вывод, что таких фрагментов насчитывается около шести. Известно, что не существует ни одного фрагмента в редакции Parisin. Из этого следует, что хроника была изначально представлена в рукописи Vindob. theol. gr. 121, а также славянским «Летовником» и грузинским переводом со старославянского. Основные отличия первой редакции от второй состоят в том, что цитаты из библии, а также имена святых в частных случаях сокращены и некоторые части текста утеряны, а иногда даже заменены схожими фабулами.

### Издания
Хроника Георгия Амартола впервые была опубликована в 1859 году Э. фон Муральтом в Петербурге, который опирался на тексты 27 рукописей. Эта работа не стала актуальной на западе, ведь издатель пренебрег хронологией памятника и не был точен в высказываниях. К. де Боор, познакомившись с трудом Муральта решил сделать несколько поправок. В 1904 году он опубликовал два тома, в которых изложил полный текст вульгаты на латинском языке, который в 1978 году П. Вирт дополнил новыми данными.

### Переводы на славянские языки
В научной среде не существует однозначного мнения в отношении происхождения славянского перевода Хроники Георгия Амартола. Его основным языком является церковнославянский с характерным влиянием восточнославянского. Сам перевод появился не ранее 963 года (дату связывают с именем императора Никифора Фоки, представленном в тексте) и не позже середины XI века, тогда уже переведенный текст был использован для составления Хронографа по великому изложению.
Наличие русизмов в переводе было отмечено И. И. Срезневским. Он считал их частью дошедшей до нас редакции текста, но и не отрицал, что первоначальный перевод мог быть либо болгарским, либо русским. А. И. Соболевский предполагал, что перевод имел болгарское происхождение и уже позже с него был сделан перевод на Руси по греческому образцу.
Обилие русизмов многим дало основание считать перевод непосредственно русским, выполненным в Киевской Руси. Так, В. М. Истрин, в качестве обоснования этого вывода приводит пласт восточнославянских лексем и указывает на фонетические и грамматические особенности языка перевода. Однако даже сам ученый некоторые свои аргументы считал ненадежными, как, например, использование полногласных форм. С уверенностью можно сказать только то, что перевод был предназначен для восточнославянского читателя.
Анализ лексики памятника говорит о том, что для переводчика родным языком скорее всего был болгарский. Об этом свидетельствует ряд архаичных и экзотичных болгаризмов, не являющихся лексическими заимствованиями в строгом понимании. Употребляемые русизмы чаще всего можно отнести к предметам материального мира, такие слова и формы с легкостью мог бы усвоить болгарский переводчик, работавший над текстом один (гипотеза М. Вайнгарта) или с группой книжников.
Схожие словоупотребления с Хроникой в таких произведениях, как Повесть о Варлааме и Иоасафе и Мучения св. Артемия позволяют предположить, что эти три перевода были созданы одним кругом лиц, к которому принадлежали болгарские книжники, работавшие на Руси, и их русские товарищи.

## Художественные особенности
Важная особенность хроники — её компилятивность. Георгий Амартол широко цитирует христианские произведения. Например, агиографические тексты (такие как Житие св. Сильвестра, мученичества св. Патрикия и Евстратия), труды Иоанна Златоуста, Евсевия Кесарийского. Отмечается, что из-за этого сложно определить стиль самого Георгия Амартола. Однако, текст хроники отличается сравнительной простотой синтаксиса и лексики. В предисловии к хронике автор отмечает, что хочет правдиво и точно донести информацию до читателя. Г. Хунгер отмечает, что это повлияло на широкую распространенность хроники среди разных слоев населения на Древней Руси.

## Историческое значение
Хроника Георгия Амартола — один из древнейших переводных памятников Древней Руси. Она охватывает значительный период истории, от Адама, первого человека до начала правления византийского императора Михаила III. Далее она была продолжена до событий 948 года Симеоном Логофетом. Перевод Хроники имел широкое распространение на Руси, о чем свидетельствуют многочисленные списки, в которые она была включена.
Значительное влияние хроника оказала на «Повесть временных лет». Установлено, что летопись Нестора имеет около семи сходных мест с хроникой Георгия Амартола. В первую очередь, это походы Аскольда и Дира (866) и Олега (906) на Византию. Также хроникой пользовался П. М. Строев при издании «Софийского временника».